# Лейк-Вайнона (Пенсільванія)
Лейк-Вайнона (англ. Lake Wynonah) — переписна місцевість (CDP) в США, в окрузі Скайлкілл штату Пенсільванія. Населення — 2858 осіб (2020).

## Географія
Лейк-Вайнона розташований за координатами 40°35′22″ пн. ш. 76°10′40″ зх. д. / 40.58944° пн. ш. 76.17778° зх. д. (40.589330, -76.177785).  За даними Бюро перепису населення США в 2010 році переписна місцевість мала площу 8,76 км², з яких 7,99 км² — суходіл та 0,77 км² — водойми.

## Демографія
Згідно з переписом 2010 року, у переписній місцевості мешкало 2640 осіб у 1005 домогосподарствах у складі 803 родин. Густота населення становила 301 особа/км².  Було 1239 помешкань (141/км²).
Расовий склад населення:
| - 97,3 % — білих - 0,9 % — чорних або афроамериканців - 0,5 % — азіатів |

До двох чи більше рас належало 0,5 %. Частка іспаномовних становила 1,9 % від усіх жителів.
За віковим діапазоном населення розподілялося таким чином: 22,5 % — особи молодші 18 років, 64,4 % — особи у віці 18—64 років, 13,1 % — особи у віці 65 років та старші. Медіана віку мешканця становила 42,4 року. На 100 осіб жіночої статі у переписній місцевості припадало 105,1 чоловіків;  на 100 жінок у віці від 18 років та старших — 98,8 чоловіків також старших 18 років.
Середній дохід на одне домашнє господарство  становив 74 473 долари США (медіана — 67 100), а середній дохід на одну сім'ю — 81 952 долари (медіана — 76 786). За межею бідності перебувало 3,5 % осіб, у тому числі 7,3 % дітей у віці до 18 років та 3,9 % осіб у віці 65 років та старших.
Цивільне працевлаштоване населення становило 1348 осіб. Основні галузі зайнятості: освіта, охорона здоров'я та соціальна допомога — 24,6 %, виробництво — 22,7 %, транспорт — 11,4 %, роздрібна торгівля — 7,9 %.